# 格羅比尼亞

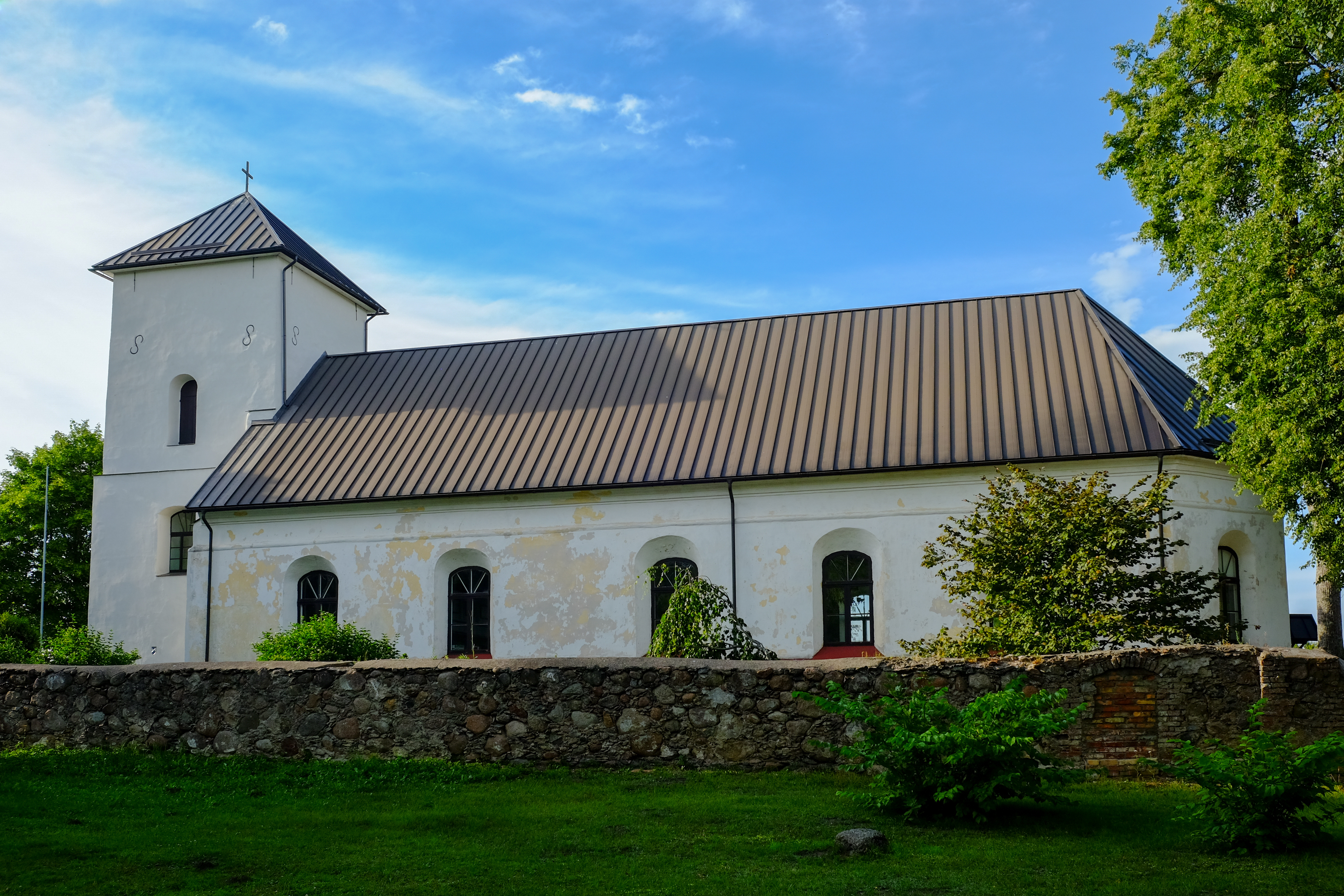
格羅比尼亞路德宗教堂

格羅比尼亞是拉脫維亞南库尔泽梅市镇内的城鎮及其行政中心，位於該國西南部，距離利耶帕亞11公里，始建於13世紀，面積5.12平方公里，2010年人口4,218。1710年，該鎮曾發生鼠疫。